# Sukowy
Sukowy – wieś w Polsce, położona w województwie kujawsko-pomorskim, w powiecie inowrocławskim, w gminie Kruszwica.

## Podział administracyjny
W latach 1975–1998 miejscowość administracyjnie należała do województwa bydgoskiego.

## Demografia
Według Narodowego Spisu Powszechnego (III 2011 r.) wieś liczyła 485 mieszkańców. Jest piątą co do wielkości miejscowością gminy Kruszwica.

## Historia
W 1817 r. dziedzicem dóbr Sukowy był Ignacy Rakowski.

## Zabytki
Według rejestru zabytków NID na listę zabytków wpisany jest zespół dworski i folwarczny, nr rej.: 183/A z 15.06.1986:
- dwór z k. XIX w., 1915-1920
- park, 4 ćw. XIX w.
- folwark:
  - oficyna, obecnie remiza strażacka, ok. 1915
  - oficyna, obecnie dom mieszkalny, ok. 1926
  - 2 magazyny zbożowe, pocz. XX w.
  - obora, obecnie magazyn zbożowy, ok. 1910.

## Sport
W miejscowości działa klub piłkarski – Kujawiak Sukowy. Drużyna występuje w Grupie V bydgoskiej B-klasy (8. poziom rozgrywkowy w Polsce).